# Brendan Pollard
Brendan Pollard is een Brits musicus, gespecialiseerd in elektronische muziek. Hij maakte deel uit van Rogue Element, maar is de laatste jaren voornamelijk actief met soloalbums.

## Discografie
- 2004: Premonition (met Rogue Element)
- 2005: Expansion
- 2007: First Contact (met Quadra, een gelegenheidskwartet)
- 2007: Flux Echoes
- 2009: Pollard, Daniel, Booth
- 2009: Time out of Mind (FSP)
- 2009: September 2009 Jams
- 2009: Live at Awakenings
- 2009: Pollard, Daniel, Booth 2
- 2010: Pollard, Daniel, Booth 3
- 2010: Pollard, Daniel, Booth 4
- 2010: Mind out of Time
- 2011: Live at Awakenings 18-09-10
- 2012: Live in Concert 2006
- 2013: Two roads
- 2014: Pollard, Daniel, Booth 5
- 2014: Pollard, Daniel, Booth 6
- 2016: Pollard, Daniel, Booth 7
- 2018: Pollard, Daniel, Booth 8
- 2019: Pollard, Daniel, Booth 9
- 2020: Isolated passages I
  - twee opnamen voor Facebookconcerten met aanvullingen
  - tracks: 1: Sun (11:03; Facebook 31 maart 2020); 2: Flow in 3 (25:01; Facebook 5 april 2020); 3: Flow part 1 (13:22; bewerking 6 april 2020); 4: Inability capability (12:24; studiowerk uit oktober 2018); 5: Journey (7:47; studiowerk uit oktober 2018); 6: For Max (7:31, gedeelte, opnamen 17 oktober 2019)
- 2020: Isolated passages II
  - tracks: 1: Plinth (9:32, april-oktober 2020), 2: Decaying balance of standards (17:50, september-oktober 2020), 3:Frequency of emphasis (14:55, Facebook live: 29 augustus 2020), 4: Sequenzerzeit (10:04, september/oktober 2019), 5: Flex- a little encore two (11:30, september/oktober 2020)
- 2021: Isolated passages III
  - opnamen januari-maart 2021 Midge House is isolatie vanwege coronapandemie
  - tracks: 1: Devolved (16:00), 2: Solitude of motion (11:16), 3: Configure (10:43, Facebook live, 16 januari 2021), 4: On air (idem), 5: The final passage (20:23, 15 maart 2021)
- 2021: Phrases and protocols
  - opgenomen in mei en juni 2021 in Midge House, Lincolnshire; drie tracks is de sfeer van de Berlijnse School voor Elektronische Muziek met kenmerkend samenspel mellotron en sequencer; stijl van Tangerine Dream-album Rubycon[1]
  - tracks: 1: Flowpoint (33:35), 2: Azimuth (7:27), 3: Viaduct (22:27)
- 2022: Cycles and pulses
- 2023: The zone of malleable fears
- 2024: Filaments